# Универсальный гомеоморфизм
Универсальный гомеоморфизм — морфизм схем {\displaystyle f\colon X\to Y}, такой, что для каждого морфизма {\displaystyle Y'\to Y} изменение базы {\displaystyle X\times _{Y}Y'\to Y'} является гомеоморфизмом топологических пространств.
Морфизм схем является универсальным гомеоморфизмом тогда и только тогда, когда он целочислен, радикален и сюръективен. В частности, морфизм локально конечного типа является универсальным гомеоморфизмом тогда и только тогда, когда он конечен, радикален и сюръективен.
Например, эндоморфизм Фробениуса является универсальным гомеоморфизмом.